# Atletika na Letních olympijských hrách 2008 – 110 metrů překážek muži
Běh na 110 metrů překážek mužů na Letních olympijských hrách 2008 se uskutečnil ve dnech 18. srpna (rozběhy), 19. srpna (čtvrtfinále), 20. srpna (semifinále) a 21. srpna (finále) na Pekingském národním stadionů.
Českou republiku reprezentovali Stanislav Sajdok a Petr Svoboda.

## Semifinále

### Semifinále 1
| Umístění | Dráha | Jméno                  | Národnost  | Start. reakce | Výkon | Pozn. |
| -------- | ----- | ---------------------- | ---------- | ------------- | ----- | ----- |
| 1.       | 4     | Dayron Robles          | Kuba       | 0,221         | 13,12 | Q     |
| 2.       | 6     | David Payne            | USA        | 0,177         | 13,21 | Q, SB |
| 3.       | 5     | Ladji Doucouré         | Francie    | 0,183         | 13,22 | Q, SB |
| 4.       | 3     | Richard Phillips       | Jamajka    | 0,153         | 13,43 | Q, SB |
| 5.       | 2     | Konstadínos Douvalídis | Řecko      | 0,157         | 13,55 |       |
| 6.       | 8     | Gregory Sedoc          | Nizozemsko | 0,162         | 13,60 |       |
| 7.       | 7     | Petr Svoboda           | Česko      | 0,182         | 13,60 |       |
| 8.       | 9     | Paulo Villar           | Kolumbie   | 0,153         | 13,85 |       |

### Semifinále 2
| Umístění | Dráha | Jméno                 | Národnost  | Start. reakce | Výkon | Pozn.  |
| -------- | ----- | --------------------- | ---------- | ------------- | ----- | ------ |
| 1.       | 6     | David Oliver          | USA        | 0,169         | 13,31 | Q      |
| 2.       | 5     | Artur Noga            | Polsko     | 0,181         | 13,34 | Q, PB  |
| 3.       | 9     | Jackson Quiñónez      | Španělsko  | 0,173         | 13,40 | Q, SB= |
| 4.       | 7     | Maurice Wignall       | Jamajka    | 0,141         | 13,40 | Q      |
| 5.       | 8     | Shi Dongpeng          | Čína       | 0,141         | 13,42 |        |
| 6.       | 3     | Marcel van der Westen | Nizozemsko | 0,124         | 13,45 |        |
| 7.       | 4     | Ryan Brathwaite       | Barbados   | 0,147         | 13,59 |        |
| 8.       | 2     | Samuel Coco-Viloin    | Francie    | 0,187         | 13,65 |        |

## Finále
| Umístění         | Dráha | Jméno            | Národnost | Startovní reakce | Výkon |
| ---------------- | ----- | ---------------- | --------- | ---------------- | ----- |
| Zlatá medaile    | 6     | Dayron Robles    | Kuba      | 0,183            | 12,93 |
| Stříbrná medaile | 5     | David Payne      | USA       | 0,175            | 13,17 |
| Bronzová medaile | 7     | David Oliver     | USA       | 0,158            | 13,18 |
| 4.               | 8     | Ladji Doucouré   | Francie   | 0,170            | 13,24 |
| 5.               | 4     | Artur Noga       | Polsko    | 0,169            | 13,36 |
| 6.               | 2     | Maurice Wignall  | Jamajka   | 0,163            | 13,46 |
| 7.               | 3     | Richard Phillips | Jamajka   | 0,154            | 13,60 |
| 8.               | 9     | Jackson Quiñónez | Španělsko | 0,187            | 13,69 |